# Ibrain Monteiro
Ibrain Silva Monteiro (Lagarto, 31 de maio de 1982), também conhecido como Ibrain de Valmir, é um político brasileiro. Em 2018, foi eleito deputado estadual de Sergipe pelo Partido Social Cristão (PSC) com 32 059 votos.